# Ерколано
Ерколано (на италиански: Ercolano) e град и община на южния склон на вулкана Везувий в провинция Неапол, регион Кампания, Южна Италия с 54 779 жители (към 2010 г.).
Ерколано се намира на 8 km югоизточно от Неапол на Неаполитански залив на местото на древния град Херкуланеум.
Градът е основан от гърците като Herakleion. 98 пр.н.е. става римски и е преименуван на Herculaneum. Този град е разрушен през 79 г. при избухването на вулкана Везувий.
До 1969 г. селището се казва Резина (Resina).
Градът е туристически обект с разровения римски град Херкулан.
Тук в Резина е роден Амадео Бордига (1889 – 1970), основателят и първият председател на италианската комунистическа партия.